# 日本体育大学
日本体育大学（にっぽんたいいくだいがく、英語: Nippon Sport Science University）は、東京都世田谷区深沢七丁目1番1号に本部を置く日本の私立大学。1893年創立、1949年大学設置。大学の略称は日体（にったい）、日体大（にったいだい）、NSSU（旧略称NCPE）。

## 概要

### 歴史

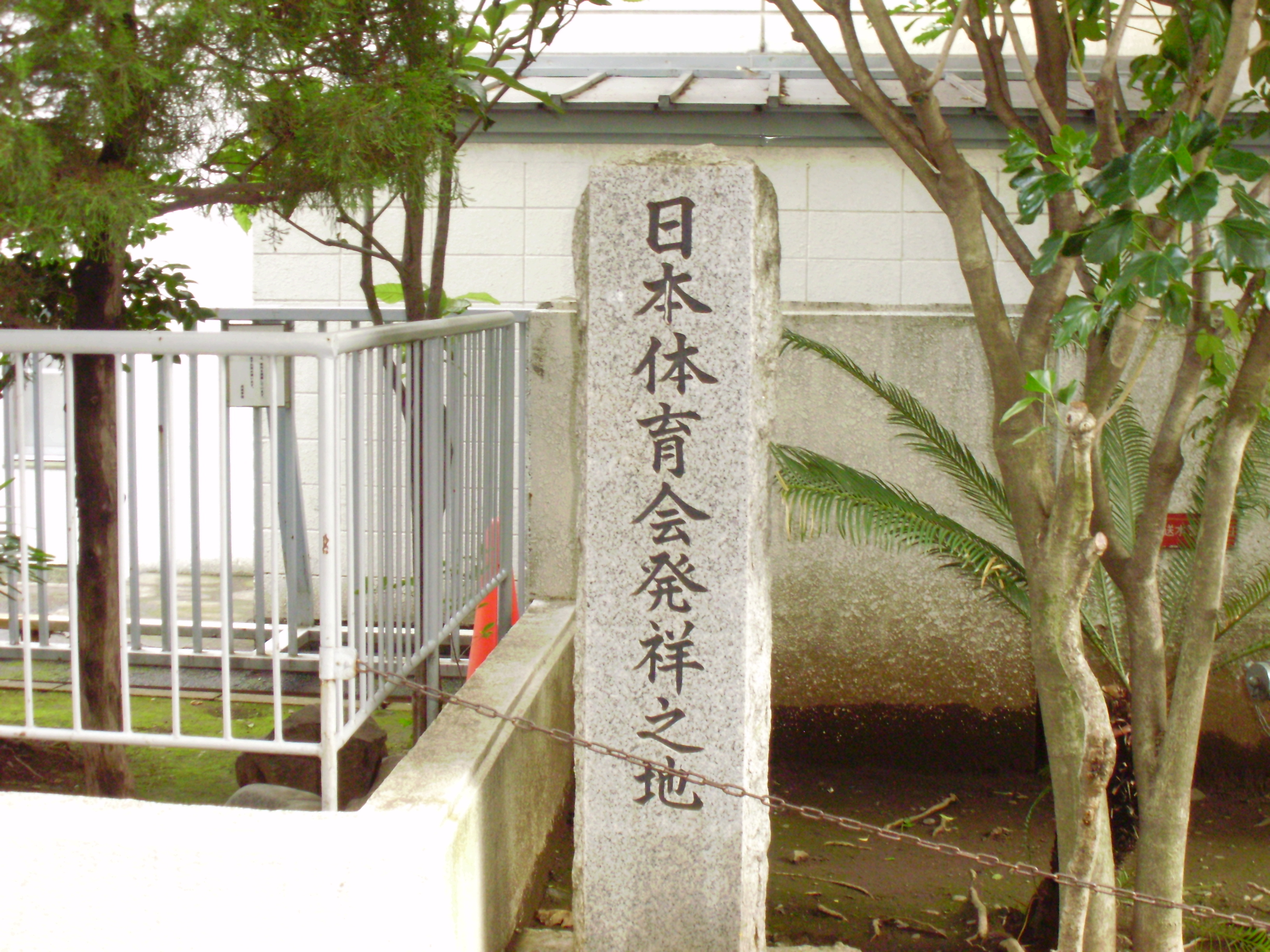
「日本体育会発祥之地」碑
成城中・高校敷地内

1891年（明治24年）に日高藤吉郎により東京・牛込区原町の成城學校（現・成城中学・高等学校）内に設立された「體(体)育會」（翌1892年に「日本體育會」と改称）を起源とする。
1893年（明治26年）日本體育會體操練習所（当初国民体育「社会体育等」の体育指導者養成を目指すがのちに体育教員養成にも幅を広げる）、日本體育會體操學校（当時の略称－体操学校）（「高等科・高等師範科・女子部高等科」）を経て、専門学校令による日本體育専門學校（本科・師範科・女子師範科）となった。体操練習所時代から教員養成には実績・定評があり、全国からスポーツの指導者・体育教員志望者・スポーツ好き・運動能力の高い受験生が殺到した。
幻となった1940年（昭和15年）東京オリンピックには多くの在校生（日本代表選手・競技役員・補助員「ボランティア」等）の参加が見込まれていたが、戦争の勃発は「敵性スポーツ」を悉く禁止に追い込んだ。いつしか「体育」も「軍事教練」に名を変え、在校生の多くが戦地に倒れていった（戦死學生の碑、日體生「戦死400名弱」-学徒の碑が本部世田谷深沢キャンパス西に有る）。この過去を忘れることなく第二次大戦後の1949年（昭和24年）、「民主体育」をスローガンに日本体育大学が開学した。
日体大はオリンピックと日本で最初に折衝を持った大学としても知られている。體操練習所が開設されたのは、国際オリンピック委員会（IOC）が結成された1894年のちょうど1年前。第2回のオリンピック競技大会がパリで開催されたのは1900年である。その年のオリンピック総会（当時、万国体育会議、今のIOC総会）に、日本代表として招待されたのが日本體育會體操練習所（現日体大）だった。以来、日体大はオリンピックと深い関係を保ちながら日本のスポーツの振興に貢献し、今に至っている。創設133年（2023年）スポーツ科学体育系アジア最古の歴史を持つ体育大学である。

### 建学の精神
建学の精神に創設者日高藤吉郎による「全国民が強健な体力を保持しなければ、国家の発展は望めない。」との信念を持つに至り「體育富強之基」（たいいくふきょうのもとい）を掲げている。
国民体育の振興、真に豊かな国家・社会を実現するため、体育・スポーツの普及・発展を積極的に推進し、健全な心身を兼ね備えた全人格的な人間を育成することを建学の理念としている。そのような校風は、「質実剛健・団結和協」「知徳兼修・体育奉公」と校歌の詞にも謳われている。校歌は、日本を代表する作曲家呉泰次郎（ごうたいじろう）が作曲し、国文学者の近藤忠義が作詞した。現在の校歌は、知徳兼修・体育奉公の2番・4番は割愛され、1番・3番を1・2番として歌われている。
日体スピリット（日体魂）「チャンス（Chance）の像」（1954年-昭和29年建像）の云われ、世田谷深沢キャンパス正面左側に競技者の銅像がある。ちょうどラガーメンが前方の体育館にパスをしようとしているシーンを表現したもののようである。この像はチャンスと命名（命名者は初代学長 栗本義彦）されている。「ポイントゲッターになるよりも、チャンスメーカーになれ」、「トライゲッターであるよりも、チャンスメーカーたれ」という言葉はラガーマンのためのキャッチフレーズだが、ラグビー以外のスポーツウーマン・スポーツマン一般（ラグビー部員以外一般学生）生にも当てはめた標語を通して、日体大が目指そうとしている教育理念を表明しょうとしたものである。真のチャンスメーカーに徹する生き方こそが日体スピリット（日体魂）である。※大学案内要綱一部抜粋、元日本体育会総裁閑院宮載仁親王直筆の建学の精神「體育富強之基」の額と肖像画が本部世田谷深沢キャンパスに掲げられている。

### 教育および研究
日本の中核をなす体育・スポーツ科学 (Sport Science) の専門大学という位置づけにあり、その歴史（体育大学系・スポーツ学科系で最古）の中で、数多くのオリンピック代表選手、世界選手権代表選手、体育教諭（スポーツ指導者「監督・コーチなど」）、養護教諭、更にはスポーツ科学者（スポーツ研究家）を輩出している名門体育大学、近年は国際的に活躍する指導者の育成にも力を入れている。
伝統的に保健体育の教員養成（養護教諭を含む）を目的としていることもあり、同校出身のプロスポーツ選手 は他大学と比較しても多くはない。むしろ、プロ組織を持たない比較的マイナーなアマチュアスポーツにおいて世界レベルの選手を数多く育成しており、日本スポーツ界の底上げを担っている。2012年ロンドンパラリンピックにおいては、井田朋宏・石田直章・江黒直樹など監督・コーチとして8名の卒業生が参加した。
2012年ロンドンオリンピックにおいては選手23名（日本のメダル獲得数38個の内の10個獲得）、2008年北京五輪においては26名、2006年アジア競技大会（カタールドーハ大会）においては51名の選手を輩出している。1912年（大正元年）スウェーデンストックホルムオリンピック初出場から第29回北京オリンピックまでの日本代表選手団のメダル獲得数の4分の1を日体大（在校生・学部院卒業生）関係者が獲得している。その実績などから実技の日体大（体育・スポーツ「科学」の日体）と云われる所以は今なお受け継がれている。
東京・世田谷キャンパスは「体育・スポーツ科学の総合大学」にふさわしい都市型・高度情報型キャンパスに再開発（2011年完成）され、これに伴い教育・研究カリキュラムの抜本的な改革に着手している。世田谷キャンパスの設計は久米設計により行われた。

### 学風および特色
体育・スポーツの殿堂、明治時代中頃に創設された體(体)育會の下に設置された体操練習所（のち体操学校）からスタートした体育系（体育学・体育科学・スポーツ科学）大学の老舗である。そして、体育学から波及した色んな学科をいち早く取り入れた。例えば健康学科を体育系大学で初めて設置し、保健分野（養護「保健」学・生理学・健康学・公衆衛生学）でもよく知られ、伝統の体育指導者（体育教員‐高等学校教員、中学校教員・スポーツ指導者・スポーツ科学者等）輩出のみならず、養護教員・小学校教員・特別支援学校教員・医療関係従事者のOG・OBも多く輩出している。現在、健康学科ソーシャルサポート領域（旧社会福祉コース）においては、在学中（または卒業後）に社会福祉士の国家資格を取得し、福祉関係の仕事に就く学生もいる。
日体大生の就職志望は教員が一番多く(高等学校教員採用試験合格者数「現役生卒業生含む」全国大学ランキング第3位2023年度)次に公務員（警察官・消防官・刑務官・防衛省職員自衛官、県「市」職員等）などが多い。進学者は8%程度で日体大大学院・筑波大学大学院・早稲田大学大学院・東京農工大学大学院・各都道府県国立大学大学院等数名が進学している。
スポーツを嗜む大学生（体育会部員）、スポーツ系学部学生には略称の「日体（にったい）」は広く認知されているが、一般学生・一般市民には「日体大（にったいだい）」で全国的によく知られている。特にオリンピック開催年には日体大関係者（学生、学部・院卒選手、コーチ等含む）の活躍により、よく話題になる大学である。学生の大半が運動系・文化系問わずクラブかサークルまたは学外実業団クラブ・スポーツクラブ等に入部し、練習・研究活動に切磋琢磨している。運動系（部・サークル）はインターカレッジ優勝を目指しているクラブが多い。因みにインカレの優勝旗が18旗有り、近年スポーツ学部（学科・コース）などを設置しクラブを強化する総合大学が多い中、単科大学では奮闘している。単科大学でのスポーツの強豪は、数えるしかなく、野球・ゴルフの東北福祉大学など数校である
2013年7月第27回ユニバーシアード競技大会（WORLD UNIVERSITY GAMES）ロシア・カザン大会選手監督関係者75名を派遣、日本の国別メダル総獲得数第2位（84個）に貢献した。日体大関係者のメダル総獲得数20個の内訳は、金メダル5個・銀メダル10個・銅メダル5個。
2016年7月・8月ブラジル開催リオオリンピック日本代表（団体競技・個人競技含む）選手数（大学・大学院在校生・卒業生含む） 1位日体大28名 2位早稲田大学18名 3位日本大学17名 4位筑波大学10名 明治大学10名 6位国士館大学9名　山梨学院大学9名 8位東洋大学8名 9位順天堂大学7名　東海大学7名　法政大学7名 中京大学7名であった。
卒業は通常の単位取得のほか、過去に中途退学した学生でも「3年以上の在籍で100単位以上の取得。その後の社会的な活躍や貢献によって、特別卒業認定証を授与する」という規約の適用を教授会が認めれば卒業となり、千葉真一が2013年3月10日に特別卒業認定証第1号として承認されている。翌2014年3月10日には前年度の千葉に引き続き、本田大三郎と松木安太郎が同認定で卒業した。

#### エッサッサ
エッサッサとは、日本体育大学で伝統的に行なわれている応援スタイル及び運動のこと。大学生活において、新入生特別活動（前期授業の一環）で教えられ、習得した後は各部祝勝会等で凱歌として披露されることが多い。新入生特別活動においては、エッサッサ（女子学生は荏原体育）を初め学校体育（行事）等で必要な集団行動の訓練、校歌指導なども行われている。荏原体育（えばらたいいく）とは、伝統的に行われている女子学生による応援スタイル運動のこと、体育研究実演発表会での「集団行動の演技」は、エッサッサほどではないが、教育界では著名である。
エッサッサは大正時代後期に各学校でスポーツ応援が盛んとなり、東京高等商船学校（現東京海洋大学）の応援歌「錨をあげて」や、東京農業大学の「青山ほとり」、などに対抗するスタイルのものを求めて、前身の体操学校在校生であった平井一が考案した。
当時、アメリカから導入された「ピストン・ロッジ・アームモーション走法」を参考に、掛け声を「エッサッサ」と定めたことに始まる。また、そのエッサッサという雄たけびを上げるのと同時に己の想いを乗せて体外に放出するといわれ、現在の諸手の拳を交互に前方へ押し出すモーションも初期のピストン・ロッジ・アームモーション走法から進化して気持ちを乗せることから現在の形になった。
日体大卒業生が体育教師として着任した全国の一部の高等学校や中学校にも広まり、体育祭・運動会などで男子のマスゲームの一環として披露されることがある。
一般的（公式）に頭に長めの白鉢巻を巻き上半身裸、白い短パンを着用し、裸足のスタイルで行う。肉体の美、精神の美（雄たけび等）、集団の集合離散の美を追求する。なお、横浜健志台キャンパスには井上久照作の「エッサッサ像」が建立されている。
2013年9月に行われた東日本大震災復興支援 スポーツ祭東京2013（第68回国民体育大会兼第13回全国障害者スポーツ大会）の総合開会式で、応援パフォーマンスとして「エッサッサ」が演じられた。
過去、学校の体育祭プログラムで定番だった組体操（組み立て体操）・騎馬戦・棒倒しなどが、重大な怪我の発生などにより、プログラムからなくなりつつあるが、そうした中、地域に拠っては怪我の少ないエッサッサ・集団行動が再び見直されプログラムに組み込まれることがある。

#### 集団行動
集団行動の訓練（女子大生編）が2011年11月8日・15日・22日、12月13日にテレビ朝日系番組トリハダ（秘）スクープ映像100科ジテンで紹介された。集団行動のメンバーの称号はNTF45（エヌテイエフ フォーティーファイブ）で、NはNIPPON（日本）、TはTAIIKUDAIGAKU（体育大学）、Fは（FAIRY）妖精を表す。女子大生45人が美しい演技をする妖精の様になって欲しいという願いから生まれた。

## 沿革
（沿革節の主要な出典は公式サイト）
- 1891年（明治24年） - 日高藤吉郎、東京市牛込区原町の成城學校（現・成城中学高等学校）内に「体育会」創設
- 1892年（明治25年） - 日本体育会に改称
- 1893年（明治26年） - 日本体育会体操練習所となる。東京市麹町区飯田町4丁目に設置
- 1895年（明治28年） - 体操練習所卒業生に東京府から小学校体操専科正教員資格認定
- 1899年（明治32年） - 国庫補助金（5年間）を受けて「準国立（準官営）」となる。全国に先駆け女子ならではの健やかで柔軟な体作りを目的（保健と体育の知識を兼ね備えた）女子の体操指導者の育成　女子の入学受け入れにも着手（女子教員不足補充のため）

- 1900年（明治33年） - 日本体育会体操学校（各種学校）と改称。東京市麹町区飯田町1丁目字牛が淵に完成し移転
- 1901年（明治34年） - 日本体育会を社団法人組織に改組。体操学校高等本科卒業生に中等教員体操科無試験検定資格認可
- 1903年（明治36年） - 体操学校に女子部を開設
- 1904年（明治37年） - 日本体育会及び体操学校男子部を東京府荏原郡大井村の新築校舎へ移転（現在の品川区立浜川中学校の一帯）
- 1926年（大正15年） - 日体独自の応援スタイル「エッサッサ」完成
- 1928年（昭和03年） - 男子部に研究科（1年課程）を設置
- 1933年（昭和08年） - 高等師範科（3年課程）を設置
- 1935年（昭和10年） - 高等師範科卒業生に中等教員体操教練の無試験検定資格認可・大井校舎を失火で焼失
- 1937年（昭和12年） - 日本体育会及び体操学校男子部を東京市世田谷区深沢（現在地）に移転
- 1940年（昭和15年） - 社団法人を解散し財団法人日本体育会に組織変更。体操学校女子部が深沢へ移転
- 1941年（昭和16年） - 専門学校令による日本体育専門学校設立
- 1945年（昭和20年） - 空襲により本館・体育館などを焼失
- 1946年（昭和21年） - 日本体育専門学校が土浦海軍航空隊跡に移転
- 1949年（昭和24年） - 学校教育法による日本体育大学体育学部体育学科設立
- 1951年（昭和26年） - 旧制日本体育専門学校廃止。日本体育大学は土浦から深沢に全面移転
- 1953年（昭和28年） - 日本体育大学女子短期大学設置（短期大学初の体育科）
- 1962年（昭和37年） - 体育学部健康学科設置(体育・教育系の初学科）養護教員養成‐養護教員・保健体育教員両免許取得可能学科
- 1963年（昭和38年） - 日本体育大学女子短期大学に保育科設置
- 1964年（昭和39年） - 東京オリンピック・パラリンピックで教職員・学生が競技役員・補助員として協力。5号館と6号館がバレーボール練習会場となる
- 1965年（昭和40年） - 武道学科設置（体育・教育系の初学科）継承　現スポーツ文化学部武道教育学科
- 1968年（昭和43年） - 神奈川県横浜市青葉区鴨志田町に用地を取得し、新キャンパス建設に着手
- 1971年（昭和46年） - 健志台総合グラウンド開設
- 1975年（昭和50年） - 社会体育学科設置、大学院体育学研究科体育学専攻（修士課程）設置（体育系では初の大学院設置）
- 1981年（昭和56年） - 日本（にほん）体育大学から日本（にっぽん）体育大学へ公的に呼称を変更
- 1991年（平成03年） - 日本武道館にて日本体育大学（日本体育会）創立100周年式典挙行
- 1996年（平成08年） - 大学の英文表記を NIPPON SPORT SCIENCE UNIVERSITY(NSSU)に変更
- 1997年（平成09年） - 大学院体育学研究科体育学専攻を大学院体育科学研究科体育科学専攻（修士課程）に改称
- 1998年（平成10年） - 大学院体育科学研究科を修士課程から博士（前期・後期）課程に改組
- 2005年（平成17年） - 日本体育大学女子短期大学を日本体育大学女子短期大学部に改称
- 2006年（平成18年） - 日本体育大学女子短期大学部専攻科保育専攻設置
- 2012年（平成24年） - 学校法人日本体育会を学校法人日本体育大学に改称
- 2013年（平成25年） - 児童スポーツ教育学部児童スポーツ教育学科設置。日本体育大学女子短期大学部募集停止。学校法人日本体育大学に日体大総合研究所を設置
- 2014年（平成26年） - 保健医療学部整復医療学科、緊急医療学科設置。大学専攻科体育専攻を廃止
- 2015年（平成27年） - 日本体育大学女子短期大学部を廃止
- 2017年（平成29年） - スポーツ文化学部武道教育学科、スポーツ国際学科設置。これに伴い、体育学部武道学科募集停止。大学院教育学研究科実践教科教育学専攻博士（前期・後期）課程を開設
- 2018年（平成30年） - スポーツマネジメント学部（モータースポーツ概論・航空概論等の専門科目－体育・スポーツ系大学で初の開設）スポーツマネジメント学科、スポーツライフマネジメント学科設置。これに伴い、体育学部社会体育学科募集停止。大学院体育科学研究科にコーチング学専攻博士（前期・後期）課程を開設。大学院保健医療学研究科保健医療学専攻修士課程を開設
- 2018年（平成30年） - 日本体育大学クリニック開業

## 基礎データ

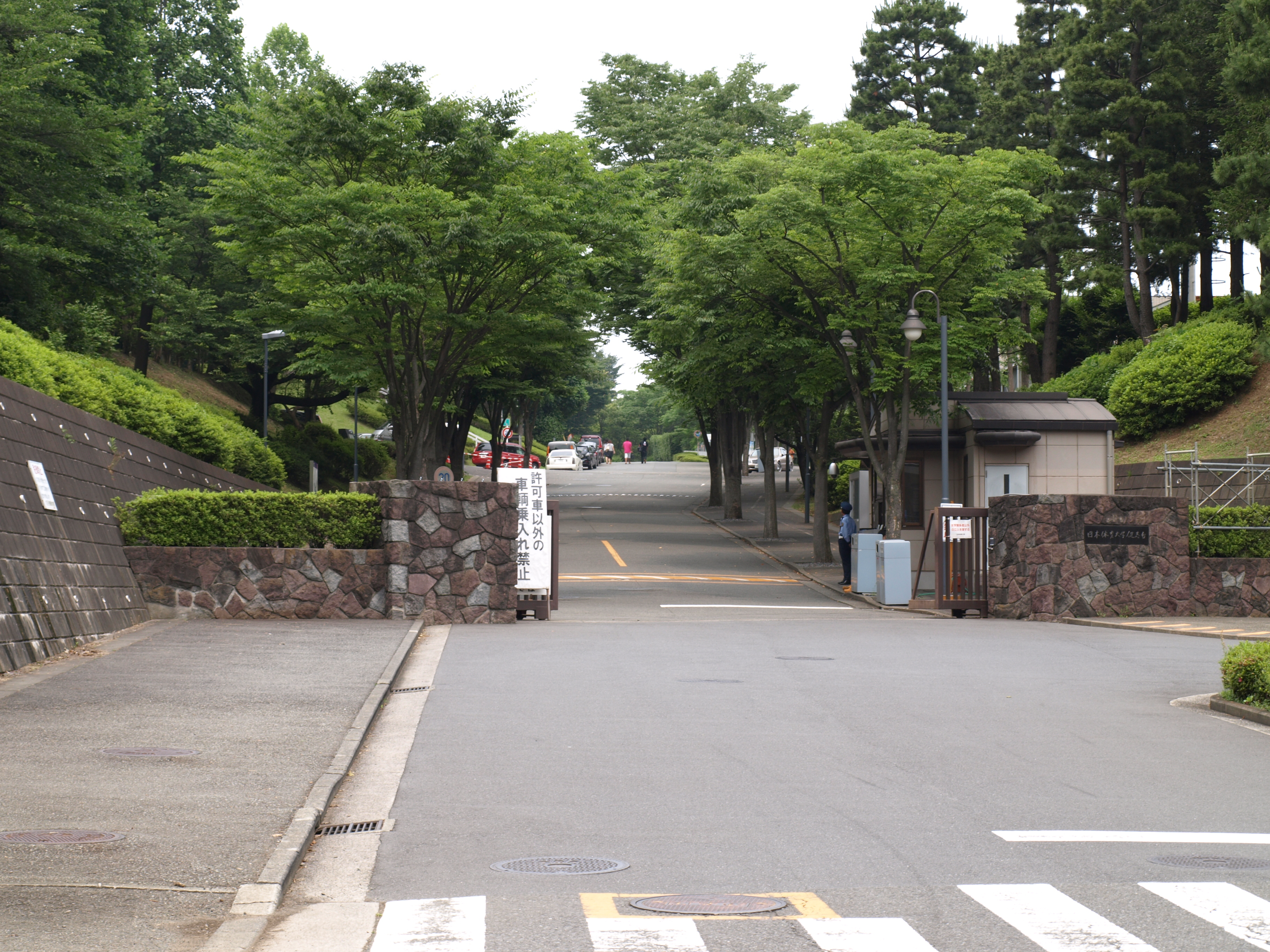
健志台キャンパス正門

### 所在地
- 東京：東京・世田谷キャンパス（本部） - 東京都世田谷区深沢7丁目1番1号
- 神奈川：横浜・健志台キャンパス - 神奈川県横浜市青葉区鴨志田町1221-1

### 象徴
- シンボルマーク - 日本の花を代表する桜を使用し、6つの花弁を持った花桜でデザインされている。
- シンボルマスコット - Triumphant Lion（トライアンファント・ライオン〈獅子〉、略称：T-ライオン）
- ロゴマーク - NIPPONTAIIKUDAIGAKU・NSSUの頭文字Nの文字を取り、走る選手（ランナー）を表現した、Nと●の合体ロゴマークがある。
- 校章は「體大」たいだいの立字（康煕字体）を使用し、体育会系クラブ「学友会」旗のほか、スポーツ応援などで多用されている。
- 略語の「NITTAIまたはNITTAIDAI」・「NSSU」もユニフォーム等に多く使用されている。硬式野球部の帽子には「日体」の英文字表記「NS」の略称を使用している。
- スクールカラーは決められていないが、日体ブルー「ニッタイブルー」（青色ブルー、空色・スカイブルーを含む）と云われ「日体生が大空に羽ばたく空」のイメージの青色系をユニフォームに使用しているクラブ・サークルが多い（詳細は#学生生活の各クラブを参照）。応援用のぼり旗や手旗も白地に日体ブルーの青色文字（青地に白抜き文字の手旗もある）の形で使用している。横浜健志台キャンパス400mトラック、ボクシング部リング場フロアー、世田谷キャンパス柔道場（公式試合場3面）の外枠デンジャラスゾーン（危険地帯）なども日体ブルーである。ただしハンドボール部など、白の半袖に黒の2本ライン横縞など創部以来の伝統のユニフォームを長年使用している部・サークルもある。

## 教育および研究

### 組織

#### 学部
- 体育学部
  - 体育学科[16]
    - スポーツ教育専攻（2012年以前の入学者を対象）
    - スポーツコーチング専攻（2012年以前の入学者を対象）
    - アスレチックトレーニング専攻（2012年以前の入学者を対象）
    - スポーツ教育領域（2013年以降の入学者を対象）
    - 競技スポーツ領域（2013年以降の入学者を対象）

  - 健康学科
    - 健康教育専攻（2012年以前の入学者を対象）[17]
    - 福祉支援専攻（2012年以前の入学者を対象）[18]
    - ヘルスプロモーション領域（2013年以降の入学者を対象）[19]
    - ソーシャルサポート領域（2013年以降の入学者を対象）[20]

  - 武道学科[21]　※2017年4月学生募集停止（スポーツ文化学部開設のため）
    - 武道教育専攻（柔道・剣道・相撲・少林寺拳法・合気道・弓道・なぎなた）（2012年以前の入学者を対象）
    - 伝統芸能専攻（日本舞踊・民族舞踊・能舞踊）（2012年以前の入学者を対象）
    - 武道教育領域（柔道・剣道・相撲・空手・少林寺拳法・合気道・弓道・なぎなた）（2013-2016年入学者を対象）
    - 伝統芸能領域（日本舞踊・民族舞踊・能舞踊を総合）（2013-2016年入学者を対象）

  - 社会体育学科　※2018年4月学生募集停止（スポーツマネジメント学部開設のため）
    - 地域スポーツ専攻（2012年以前の入学者を対象）
    - スポーツマネジメント専攻（2012年以前の入学者を対象）
    - アウトドアスポーツ専攻（2012年以前の入学者を対象）
    - セラピューティックレクリエーション専攻（2012年以前の入学者を対象）
    - 生涯スポーツ領域（2013年以降の入学者を対象）[22]
    - スポーツマネジメント領域（2013年以降の入学者を対象）[23]

※上記4学科ともに「保健体育」の中学校教諭一種免許状、高等学校教諭一種免許状の取得が可能。また、武道学科では2012年以前の入学者を受け入れ対象としていた伝統芸能専攻にて、司書教諭免許取得の道も開かれていた。
※毎年、上記4学科の希望者を対象に、講習会受講後に小学校教員資格の認定試験（教員資格認定試験小学校二種免許）が行われ、合格した学生の中から各都道府県の採用試験を受験して小学校の教諭に採用される学生もいる。
※在学中に通信教育（ダブルスクール・小学校教員資格）を受けることができる制度がある（但し若干名である）。
- スポーツ文化学部
  - 武道教育学科
  - スポーツ国際学科
- スポーツマネジメント学部（モータースポーツ・航空概論等の専門科目－体育・スポーツ系大学で初の開設）
  - スポーツマネジメント学科
  - スポーツライフマネジメント学科
- 児童スポーツ教育学部
  - 児童スポーツ教育学科
    - 児童スポーツ教育コース[24]
    - 幼児教育保育コース[25]
- 保健医療学部
  - 整復医療学科[26][27]
  - 救急医療学科[28]

#### 研究科
- 体育科学研究科（2017年度入学者まで）
  - 体育科学専攻（博士前期課程）
    - 体育科学コース
      - スポーツ文化・社会科学系
      - トレーニング科学系
      - 健康科学・スポーツ医科学系

    - 体育実践学コース
      - コーチング学系
      - スポーツ教育・健康教育学系

  - 体育科学専攻（博士後期課程）
    - スポーツ文化・社会科学系
    - トレーニング科学系
    - 健康科学・スポーツ医科学系
    - 教育・コーチング学系
- 体育科学研究科（2018年度以降入学者を対象）
  - 体育科学専攻（博士前期課程）
    - 体育科学コース
      - スポーツ文化・社会科学系
      - トレーニング科学系
      - 健康科学・スポーツ医科学系

    - 体育実践学コース
      - スポーツ教育・健康教育学系

  - 体育科学専攻（博士後期課程）
    - スポーツ文化・社会科学系
    - トレーニング科学系
    - 健康科学・スポーツ医科学系
    - スポーツ教育・健康教育学系

  - コーチング学専攻（博士前期課程・博士後期課程）
- 教育学研究科
  - 実践教科教育学専攻（博士前期課程・博士後期課程）
- 保健医療学研究科
  - 保健医療学専攻（修士課程）
    - 高度実践柔道整復師コース
    - 救急災害医療学コース

### 教育・研究施設

#### 日本体育大学図書館
世田谷本館、横浜・健志台分館に約48万冊の蔵書をもつ。国内外の体育・スポーツに関する文献が特に充実している。一般公開され広く一般人にも利用されている。

#### 総合スポーツ科学研究センター
「設置機関」（学則第7条）のひとつ。日本体育大学におけるスポーツ科学研究活動の推進・支援を目的に設立された。電子ジャーナルの 『日本体育大学スポーツ科学研究』 を刊行している。学則の第7条の3によると当センターに「体育研究所、オリンピックスポーツ文化研究所及びスポーツ危機管理研究所を置く」とされている。

#### 体育研究所
スポーツ科学、スポーツ医学に関する計測機器を多数そろえる。学外にも保有機材の利用に門戸を開いている。

#### アスレティックデパートメント
「設置機関」のひとつ（学則第7条）。「アスレティックデパートメントにハイパフォーマンスセンター、コーチングエクセレンスセンター及びスポーツ・トレーニングセンターを置く」（学則第7条）とされている。

#### スポーツトレーニングセンター
通称トレセン。トップアスリートの競技力向上などを目的とした施設。国内指折りの充実したトレーニング施設には学外からの利用もある。

#### スポーツキュアセンター
学則第7条の2によると「スポーツキュアセンター（保健医療学部附属整骨院）」となっている。

#### 社会貢献推進機構
当機構内に「スポーツプロモーションオフィス」が置かれている。

#### 健康管理センター
学生・教職員等の心身両面の健康管理に携わっている。

### 研究
これまで教員養成やスポーツ選手育成を大学教育の主眼としてきたこともあり、教員・学生（大学院生）共に充分な研究環境が整っているとはいえない状況にあった。そのため、大学院博士後期課程の設置から10年を経た2008年、研究活動の振興を図るための基本事項を定めた「基本計画（5ヶ年計画）」が策定された。

#### 文部科学省委託事業
- 月経周期を考慮したコンディショニング法
- アスリート・センタード・コーチング

#### スポーツ・アカデミー形成支援事業
2020年東京オリンピック・パラリンピック競技大会に向けて、文部科学省が実施する「スポーツ・アカデミー形成支援事業」の委託先大学（Bタイプ）に採択された。オリンピズムの普及とスポーツ医科学研究の推進を図るため、同じく採択を受けた筑波大学及び鹿屋体育大学と連携し、各国の体育・スポーツ系大学とのネットワーク構築を目指している。

## 学生生活
- 学友会が組織されているが、学長を会長とし学生・教職員が会員となる独自の組織となっている。これには、現役選手が教職員として学内に残ることが多く、必然的に学生・教職員の垣根を越えた活動が求められていることによる。
- 学友会の組織には、総務部、運動部、応援部、厚生文化部のほか、サークル同好会が置かれ、約80の公認クラブ・サークルが活動している。
- キャンパスがふたつ有り、多くの学生が学生寮（健志台合宿寮・世田谷深沢寮等）か、各部合宿所で生活している。比較的寮費・合宿費が安いのと、クラブの練習日程・開始時間（雨天変更）等の連絡（情報）が入るので4年間過ごす学生も多いという。下宿の場合、クラブ活動の場所が主に東京・世田谷キャンパスならば桜新町駅界隈に、横浜健志台キャンパスならば青葉区青葉台駅周辺に下宿する学生が多い。授業期間中は東京・世田谷キャンパス-横浜・健志台キャンパス間で往復の無料シャトルバスが運行されている。
- 学生寮においては過去に男子寮・女子寮の合同の寮生旅行、寮生対抗の水泳大会等のイベントも催されたが現在はない。学生寮（合宿所も含む）において各部新入生歓迎会、教育実習壮行会、クリスマス会、インカレ等の大会で優勝した場合の祝勝会、部員の誕生会（教員－監督・コーチ等含む）、近隣住民参加型の合同の餅つき大会、成人式を祝う会、卒業生送別試合、卒業生送別会、就職試験（教員採用試験・公務員採用試験対策など）の勉強会など各寮（合宿所も含む）で親睦と知識を深める為、現在も恒例として行われている所もある。入寮（合宿所含む）は、入部クラブにもよるが、順天堂大学のような全寮制ではなく準全寮制（教育寮により入寮を勧める）である。

## スポーツ
- 体育系のクラブ活動がそのまま大学教育と直結するため、国内有数の強豪クラブ（大半のクラブが所属する地区における大学リーグの上位に所属）を多く抱える。また、それぞれの競技種目・分野で連勝などの記録を持っている。
- 競技種目によっては「常勝日体大」として他大学を圧倒した時期もあったが、近年は強化のノウハウを熟知した卒業生が他大学の指導者（教職員など）に就任するなどして、日体大を倒す状況がしばしば見受けられる。後述する水泳部水球ブロックの連勝を止めた専修大学（監督に日体大OB）がその好例である。

### 水泳部水球ブロック
- 水泳部水球ブロック（男子）が持つ376連勝（21年間無敗-スポーツ無敗記録一覧）の記録は、他大学・実業団のクラブ競技などの目標となっている。日体大は、関東学生水球リーグに所属している。
- 男子-日本学生選手権水泳競技大会水球競技 優勝41回（2017年現在最多優勝校で20連覇中）。関東学生水球リーグにおいて優勝30回。
- 全日本体育大学-日本選手権水泳競技大会水球競技大会　優勝37回（13連覇含む）
- 女子-関東学生女子水球リーグ（春季・秋季含む）優勝8回（3連覇含む）日本学生選手権水泳競技大会水球競技 初代優勝校　優勝5回
- 日体クラブ-日本選手権水泳競技大会水球競技大会　優勝12回（3連覇含む）
- 日本選手権大会でのアベック優勝-10回　全日体男子（最多優勝チーム）・日体クラブ女子　2013年男女アベック優勝
- 2014年・2022年日本学生選手権大会水球競技において、アベック優勝４連覇中。
- 2016年から全日体大はクラブチーム「Kingfisher74」に改組された。

### 体操競技部
- 正式名称は学友会日本体育大学体操競技部。
- 日体大の伝統ともいえるクラブ（体操競技）部で、学校創設以来の125年を超す歴史を持つ。
- OBには、藤本俊、内村航平、沖口誠、山室光史（コナミスポーツ所属）、中瀬卓也（徳洲会体操クラブ・日体大院博士課程在学中）、千葉真一、森末慎二、池谷幸雄、水鳥寿思、白井健三（日体大教員）、OGには田中理恵、鶴見虹子・笹田夏実・村上茉愛（日体大教員）などがいる。
- 全日本学生体操競技選手権大会2014年団体戦男子優勝31回（初代優勝校・最多優勝校・6連覇・5連覇2回・3連覇2回）2014年女子優勝42回（最多優勝校・12連覇12年間無敗「スポーツ無敗記録一覧」・10連覇・6連覇・5連覇・3連覇2回・7連覇）男女アベック優勝
- 全日本体操競技選手権大会団体戦男子優勝10回（大学最多優勝チーム）女子優勝25回（最多優勝チーム）
- 財団法人日体スワロー（旧名・スワロークラブ）は、日体OB・OGで構成された社会人体操界の古豪の強豪チームであり、特に男子チームは全日本体操競技選手権大会を歴代最多16回制している。

### ダンス部
- 関東学生舞踊連盟所属、正式名称は学友会日本体育大学ダンス部。
- ギリシャ国際会議・ドイツ国際体操祭などの海外公演、宮城夏まつり仙台すずめ踊り、関東学生舞踊連盟発表会、伝統芸能研究実演発表会、創作ダンス発表会などに出場。発足時から伝統の学生舞踊連盟にも所属していることにより日本舞踊・和太鼓の指導者にもなれよう研究・練習に精進している。各学校、団体等依頼があればダンス・日本舞踊・和太鼓の指導も行っている。
- 全日本高校・大学ダンスフェスティバル出場（2010年日本女子体育連盟理事長賞受賞、第2・11回大会文部科学大臣賞「最優秀校」受賞）
- アーチィスティックムーブメントin富山出場（2014年富山県・県知事賞受賞）

### レスリング部
- 学友会日本体育大学レスリング部。創部は古く日本体育専門学校時代の昭和24年(1949)である。
- 男子レスリング部が持つ記録は、東日本インカレ84連勝（14年間無敗－スポーツ無敗記録一覧）、インカレ-全日本学生レスリング王座決定戦11連勝（最多優勝校-優勝24回・2011年度-学連記録）など。
- 全日本大学グレコローマン選手権大会団体戦優勝15回。
- 東日本大学女子レスリング選手権大会団体戦2018年2019年日体大が2連覇　準優勝日本大学　第3位東洋大学。
- OBには、花原勉、藤本英男、高田裕司、長島偉之、太田拓弥、佐藤満、田南部力、松永共広、湯元健一、永田裕志、奥山恵二、永田克彦、高橋裕二郎、浜中和宏、長谷川恒平、松本隆太郎、斎川哲克、栄和人、太田忍、樋口黎、文田健一郎、清岡幸大郎、日下尚などがいる。
- レスリング部の成人式を祝う会（通称レスリング部「成人マラソン」）は、渋谷駅周辺を清掃後、渋谷駅ハチ公前から横浜健志台キャンパス正門まで（約25キロメートル）のマラソン大会と、マラソン大会の労をねぎらうと同時に成人を祝う懇親会が教員（監督・コーチ等）も交え催される。

### アーチェリー部
- 学友会日本体育大学アーチェリー部。
- 1959年（昭和34年）に、日体大・玉川大学・東京教育大学（現:筑波大学）・学習院大学とともに中心となって、日本学生アーチェリー連盟（現:全日本学生アーチェリー連盟）を結成する。現在も定期戦（交流戦）として、日玉筑学（にったまちくがく）戦が毎年実施されている。大学アーチェリー界において日本体育大学は古豪校（ルーツ校）にあたいする。
- 男子は、全日本学生アーチェリー男子王座決定戦において、優勝7回（3連覇含む）、準優勝16回、2023年優勝男女アベック優勝。
- 女子は、全日本王座アーチェリー女子王座決定戦において、優勝23回（最多優勝校・9連覇含む）、準優勝13回、2023年優勝。
- OBには、山本博、河田悠希（2020東京五輪銅メダリスト）がいる。OGには、早川浪、早川漣、中村美樹などがいる。

### バレーボール部
- 学友会日本体育大学バレーボール部。
- 創部は1918年（大正7年）で、連盟には1928年（昭和3年）に加盟した。
- 女子ユニホーム紺色左胸に花桜のシンボルマーク縦と横に細い赤ライン短パンの色は紺色、背面に日本体育大学の文字。
- 男子ユニホーム伝統の白タスキ上下紺色サイドに白色二本ライン左胸花桜のシンボルマーク、背面に日本体育大の文字。
- インカレにおいて、女子は2014年優勝、初代優勝校で1957年〜1969年13連覇（スポーツ無敗記録一覧）している。又29回の最多優勝校である。男子、優勝6回、準優勝8回。1990年には男女アベック優勝2011年には男女アベック準優勝　2012年女子準優勝2013年男子準優勝　2014年男子準優勝2024年準優勝。
- OBには、森田淳悟、太田豊彦、山本健之、川合俊一、山本隆弘、齋藤信治、米山裕太、高橋藍、山本智大などがいる。

バスケットボール部
- 学友会日本体育大学バスケットボール部で、男子部は「ライオンズ（旧愛称グリズリー）」、女子部は「フェニックス」の愛称を持つ。
- インカレにおいて、男子は優勝14回（4連覇含む）、女子は優勝19回（4連覇含む）で、ともに最多優勝校である。またアベック優勝6回の記録を持つ。
- OBには阿部成章、陸川章、瀬戸孝幸、一色建志、OGには生井けい子（現:今野けい子）などがいる。

### バドミントン部
- 学友会日本体育大学バドミントン部。
- 全日本学生バドミントン・ミックスダブルス選手権大会　初代優勝校
- 全日本学生バドミントン選手権大会（インカレ）男子が4連勝（最多優勝校－16回）、女子が4連勝（最多優勝校－21回）、アベック優勝6回の記録を持つ。
- 2012年全日本学生バドミントン選手権大会男子団体戦優勝　2011年2012年－2連覇　女子優勝　アベック優勝
- OB・OGには本山秀昭、大束忠司、舛田圭太、山田和司、佐藤冴香、遠藤大由などがいる。

### サッカー部
- 学友会日本体育大学サッカー部。連盟加盟は1954年（昭和29年）、女子部併部連盟加盟1985年（昭和60年）。
- ユニフォーム男・女共-日体ブルー（青色）とセカンドユニフォーム、ホワイト左胸に花桜のシンボルマーク。両袖・短パンに3本白ライン。
- 男子は、関東大学サッカーリーグ戦において優勝1回、準優勝1回、第3位2回。全日本大学サッカー選手権大会において優勝2回、準優勝2回。関東大学サッカー連盟所属。2016年全日本大学サッカー選手権大会準優勝　大学サッカートーナメント　ベスト4
- 女子は、関東大学女子サッカー連盟に所属し、全日本大学女子サッカー選手権大会初代優勝の伝統校で、19回の最多優勝（5連覇）を誇る。2025年1月7日のインカレ決勝戦では、対山梨学院大学　延長戦2対1優勝。

- OBには、数野篤人、鈴木政一、松木安太郎、倉又寿雄、塚田雄二、喜熨斗勝史、坂本將貴、上永吉英文、小坂清吉、横森巧、栫裕保、山本圭司、平清孝、岩尾憲、小柳達司、などがいる。
- OGには、丸山桂里奈、川澄奈穂美、有吉佐織などがいる。

### ソフトテニス部
- 学友会日本体育大学ソフトテニス部。
- インカレにおいて、男子は優勝8回、女子は優勝11回（最多優勝校）、アベック優勝3回している。
- 全日本王座決定戦において、男子は優勝6回、女子は優勝10回、アベック優勝1回。
- OBには西田豊明、稲垣道夫、園田政秋、大橋元司、井口鉄郎、中本和穂、高川経生（NTT西日本広島）、浅川陽介、小峯秋二、室谷哲也、篠原秀典（桜友会）、小林幸司、稲田増美、濱中洋美などがいる。

### ライフセービング部
- 学友会日本体育大学ライフセービング部。
- 大学ライフセービング界において創部は古く1987年（昭和62年）としている。学生有志が集い「人のために尽くす活動をしよう！」と言う精神を土台に創部されたのが始まりである。
- 全日本学生ライフセービング選手権大会において、男子は総合優勝18回（最多優勝校「6連覇含む」）、女子は総合優勝9回（最多優勝校）、アベック総合優勝8回の成績を持つ。2012年度も男女アベック優勝を達成、女子は3連覇中である[30]。
- 第1回全日本学生ライフセービングプール競技選手権大会（略称プールインカレ）では、初代男女アベック総合優勝。2012年まで女子は3連覇中[31]。
- 男子は、全日本ライフセービング選手権大会優勝10回[32]、全日本ライフセービング室内選手権大会優勝18回[33]。
- 1993年、NHK教育テレビ『ファイト!』に出演協力した。
- 2011年10月6日15時41分頃に、神奈川県藤沢市片瀬海岸付近において人命救助をし、2012年1月8日に藤沢市消防長から感謝状が贈呈された。

### 水泳部
- 学友会日本体育大学水泳部（競泳ブロック・飛込ブロック・水球ブロック「前述紹介」）。
- オリンピック・世界選手権大会日本代表クラスの選手が多数在籍している。OB・OGには、北島康介、中村礼子、村上佳宏、藤丸真世、浅田雅子、堀畑裕也、高橋美帆、松本弥生、大塚美優、小関也朱篤、清水咲子、五十嵐千尋、荒田恭平などがいる。
- 競泳競技では、日本学生選手権水泳競技大会において、女子が総合優勝7連勝（2019年3連覇2015年3連覇-優勝23回、1968年初優勝-2019年現在最多優勝校）の記録を持つ。男女共オリンピック種目のオープンウォータースイミング（OWS）競技に出場している。
- 飛込競技（ダイビング）では、男子5連勝（優勝20回）女子6連勝（初代優勝校優勝20回最多優勝校）の記録がある。
- 2022年の日本学生選手権水泳競技大会飛込競技において、男女団体アベック優勝10回男子7連覇・女子7連覇。
- 2003年小学館児童出版文化賞受賞作家森絵都の小説の映画化「DIVE!!」（ダイブ）の2008年公開映画制作に出演協力した。

### 陸上競技部
- 学友会日本体育大学陸上競技部。
- 短距離、中距離、跳躍、投擲、長距離、駅伝部、競歩混成、パラアスリートトレーナー等の各ブロックに分かれ専門的に活動し各ブロックごとに合宿所がある。2011年6月現在405名の部員数は大学日本一である。
- インカレ女子総合優勝12回（7連覇）2024年優勝（4連覇中）。
- OB・OGには、岡野章、田宮敬之助、渡辺公二、鶴谷邦弘、小沢欣一、大見治夫、町野英二、采谷義秋、佐々木七恵、新宅雅也、中村孝生、谷口浩美、有森裕子、大後栄治、川嶋伸次、野呂進、前田直輝、中田盛之、平塚潤、堀籠佳宏、口野武史、佐分慎弥、石井隆士、北村聡、出口和也、服部翔大、細田あい、福部真子などがいる。
- 駅伝男子ユニフォームは、白のランニングシャツに、日体ブルーのスカイブルー（横じまライン）に白抜きで「日本体育大学」の文字、短パンは青色にオレンジの縦2本ライン右側に縦書き「日体大」の文字、襷は白色で「花桜のシンボルマーク」と日本体育大学の青文字刺繍。箱根駅伝初優勝時（1969年・昭和44年）や全日本大学駅伝初の3連覇達成時（1972年・昭和47年）の頃のユニフォームは、紺色ランニングシャツ（または半袖シャツ）、胸に花桜（6つの花弁T-TAIIKUDAIGAKUのT）のシンボルマークであった。現在の日本体育大学の文字から、一時期花桜のユニフォーム（箱根駅伝初優勝時使用）に代えるが、現在は胸に日本体育大学の文字が刻まれたユニフォームに戻っている。
- 女子駅伝部-中・長距離ブロックは、創部からの胸に花桜のシンボルマークをつけたユニフォームを長年愛用している。半袖シャツ・短パンの色は、日体ブルー（青色）、短パン左下に縦書き「日体大」の文字、襷の色は紺色で、文字はオレンジ色、「日本体育大学」の文字である。
- 全国大学対校男女混合駅伝大会　2023年優勝2024年準優勝2025年優勝　第1回大会から出場の伝統校。
- 男子駅伝部は、学生三大駅伝で駒澤大学に次ぐ計21回の優勝を誇る。全日本大学駅伝（11回優勝）で区間賞獲得68回の記録を持つ。出雲駅伝では、2010年に準優勝している。箱根駅伝では、77年連続77回出場（2025年現在）の名門。総合優勝10回（5連勝含む）、準優勝9回、完全優勝5回、往路優勝10回、復路優勝10回、区間賞獲得72回などの記録を持つ。第89回（2013年）では、前年の第88回（2012年）の19位から予選会を経て出場し、30年ぶりの総合優勝ならびに26年ぶりの往路優勝（いずれも10回目）を成し遂げた（復路優勝は駒澤大学）[34]。2017年現在伝統の二大学生駅伝、全日本大学駅伝対抗選手権大会と東京箱根間往復大学駅伝競争を制覇したのは日体大・早稲田大学・大東文化大学・順天堂大学・神奈川大学・駒澤大学・青山学院大学の7大学しかない。その他、日本一山登りで過酷で険しい駅伝と云われる富士登山駅伝の優勝2回を誇る。
- 女子駅伝部は、全日本大学女子駅伝(杜の都駅伝・27回出場)、全日本大学女子選抜駅伝競走大会（富士山女子駅伝・7回出場）2大会の第一回大会から出場している常連校で古豪の伝統校である。最高位は2023年選抜駅伝競走大会の準優勝2021・2022・2024年第3位。全日本大学女子駅伝の第3位は1988年に有森裕子が区間賞の活躍をみせた第6回大会1991年の第9回大会2020年の第38回大会である。
- 2009年、陸上競技部所属（跳躍ブロック）の学生が横浜市青葉区内にある同部合宿所内で大麻を栽培、さらに通貨偽造をしていたことが発覚（詳細後述）。学生部員は退学処分。

### フェンシング部
- 学友会日本体育大学フェンシング部。女子は、全日本大学対抗フェンシング選手権大会（インカレ）において、フルーレ4連勝（フルーレ9回-エペ8回-サーブル3回-全種目フルーレ・エペ・サーブル制覇2回での2連覇含む2012年度現在ー全種目制覇は日体大のみ達成-種目エペ初代優勝校）過去の個人種目別インカレ優勝-16回
- 全日本フェンシング選手権大会 フルーレ3回・エペ4回（3連勝含む）2012年エペ優勝　2019年フルーレ優勝。
- 女子2012年2013年全日本大学対抗フェンシング選手権大会エペ団体戦優勝（2連覇）。
- 男子は、全日本学生フェンシング選手権大会サーブル・エペ優勝1回・個人種目別インカレ優勝8回。
- 1991年（平成3年）男女アベック優勝1回-種目女子エペ・男子サーブル。
- OBには、高橋英一（現東京農業大学教授）、市ヶ谷廣輝（元香川県高校教諭ー現朝日大学教員）バルセロナ・アトランタオリンピック代表徳南堅太リオ・東京オリンピック代表、笹田健一、大前賢典、木全昇一がいる。OGには、堀川こず恵、斉藤嘉子、菅原智恵子、岡秀子、岡智子、桐谷乃宇奈、旧姓中野希望（現佐藤希望）リオ・東京オリンピック代表、東晟良アズマセラ東京五輪代表・2024パリ五輪フルーレ銅メダリスト、東莉央リオ東京オリンピック代表、下大川綾華などがいる。

### ハンドボール部
- 学友会日本体育大学ハンドボール部。旧愛称　NITTAIDAI　イーグルス。
- 男子は、全日本学生ハンドボール選手権大会において最多優勝23回。
- 2011年に全日本総合ハンドボール選手権大会 において、第3位入賞（学生では最高位）。
- 女子は、全日本学生ハンドボール選手権大会において最多優勝17回で、初代優勝校。
- 全日本学生ハンドボール選手権大会において、アベック優勝は3回。
- ユニフォームは、白の半袖に黒の横縞ライン2本　短パンは白色で、創部以来変えられていない。
- 1950年の全日本総合ハンドボール選手権大会男子初代優勝チーム日体「桜」も日体大チームである。
- 過去に日本ハンドボールリーグに加盟していた大阪イーグルス（大阪教員チーム）は、日体大ハンドボール部OBにて編成されたチームで、一部に在籍し上位にいたこともある強豪チームであった（昭和63年度脱退-現在はない）。全日体大は優勝5回（3連覇）。
- OBには、宮﨑大輔（ただし4年次に大学中退し、その後体育学部に復学して2021年に卒業）、小林宏匡、景山優作、田中宗治、米倉章弘、東長濱秀作、東長濱秀希、高木尚、甲斐昭人、信太弘樹、元木博紀、小室大地などがいる。
- 2012年に公開された日本赤十字社献血推進広報映画「ダブルスカイ」に部員がエキストラとして出演し、またハンドボールの指導等協力している。日体大横浜・健志台キャンパス体育館でハンドボールシーンの撮影が行われた。

### ラグビー部
- 学友会日本体育大学ラグビー部で、愛称は「ユニコーンズ」。
- 全国大学ラグビー選手権大会において優勝2回、準優勝3回、日本ラグビーフットボール選手権大会において優勝1回、準優勝1回。関東大学ラグビー対抗戦グループに所属し、優勝5回、準優勝3回。
- OGOBには、浅見敬子、山口良治、朽木英次、田沼広之、春口廣、岩出雅之、木村季由などがいる。
- ユニフォームは男女日体ブルー（スカイブルー）に紺の横縞ライン。1979年（昭和54年）優勝時は、スカイブルー一色にP（physical－体育セカンドジャージ）の文字であった。現在、セカンドジャージは胴体部分がスカイブルーで、両袖が紺のユニホームである。
- 女子は、日本初の大学で唯一のクラブチームであったが、2016年リオデジャネイロオリンピック（ブラジル大会）においてラグビー（7人制）が正式採用されることにより他大学にも強化策として女子ラグビーチームが創設された。女子部は今までにラグビー女子日本代表選手を多数輩出している。クラブチーム界の強豪である横浜健志台PHOENIXラグビーチームは、日体大女子ラグビーチームOGが主体のチームである。全国タイトルは歴代最多10回を誇る。
- サークル活動（学友会-タッチラグビーサークル）としてラグビーからの派生スポーツであるタッチラグビー（簡易型フットボール）の普及を図っている。

### 硬式野球部
- 学友会日本体育大学硬式野球部。首都大学野球連盟発足時からの伝統校。2012年現在も1部リーグに所属し、2部に降格した事がない。ちなみに、発足時から2部に降格していない大学は東海大と日体大の2校のみである。首都大学野球リーグにおいて優勝21回、準優勝35回、2017年明治神宮野球大会（秋の全国大会）において優勝（2回）。全日本大学野球選手権大会（春の全国大会）最高位ベスト4（4回）
- ユニフォームは、色が日体ブルー（スカイブルー）で、胸にNITTAIの青文字、左袖に花桜のシンボルマーク、右袖にNSSU、帽子はブルーNSの白文字、ストッキング　ブルー。
- OBには、辻孟彦、園川一美、小林雅英、山内泰幸、白武佳久、佐藤充、靍岡賢二郎、徳永政夫、中田宗男、斎藤充弘、中村大伸、高嶋仁、山上烈、本多利治、佐藤和也、五十嵐征彦、坂井宏安、岩井大、岩嶋敬一、田中信幸、林博美、重本浩司などがいる。

### 軟式野球部
- 学友会日本体育大学軟式野球部。
- ユニホームの色は日体ブルー（スカイブルー）中央にNITTAIの青文字、右袖に花桜のシンボルマーク、左袖にNSSU、帽子に日本体育大学の略Nの文字、ストッキング　ブルー。
- 男子は、東都大学軟式野球連盟リーグに所属。全日本大学軟式野球選手権大会において5連覇（1997年-2001年）を成し遂げ、優勝14回、準優勝5回で最多優勝校の成績を持つ。特に、1998年の全日本大学軟式野球選手権大会の決勝戦は、Wエース土屋、佐塚の好投、主砲星野の3ラン、鉄壁の守備安藤などの活躍もあり、19-0という歴史的圧勝で黄金時代を築いた。
- 女子は、関東六大学女子軟式野球連盟リーグに所属し、全日本大学女子野球選手権大会において7連覇（2002年-2008年）を成し遂げ、優勝20回、準優勝4回で最多優勝校の成績を持つ。ジャパンカップ（女子軟式野球日本選手権大会）において、歴代最多タイの優勝6回。
- 女子ユニホームの色は日体ブルー（スカイブルー）中央にNITTAIの青文字、右袖に「がんばろう日本」左袖に花桜のシンボルマークその下にTOKYOの文字、鉢巻の色ブルー、帽子にNIPPON・SPORTSの略NSの文字、ストッキング　ブルー。
- OGに川保麻弥・橋本ひかり（プロ野球選手）等がいる。

### トランポリン部
- 学友会日本体育大学トランポリン部。
- 体操競技から派生したトランポリンをいち早く取り入れ、第一線の選手を育成している。
- OBに外村哲也、中田大輔、OGでは岩下由利子などいる。
- 男子は、全日本トランポリン競技選手権大会において団体戦6連覇（初代優勝校・最多優勝校-13回）、2002年から始まった大学対抗戦（インカレ）団体戦では2連勝（優勝3回）、個人戦は優勝14回。2012年全日本学生トランポリン競技選手権大会の大学対抗戦において団体優勝（2連覇）。
- 女子は全日本トランポリン選手権大会（3連勝・優勝9回）2013年シンクロナイズド優勝、2013年全日本トランポリン学生選手権大会大学対抗戦優勝（初代優勝校・最多優勝校5回）、その他個人戦でも優勝19回。
- アベック優勝1回。

### トライアスロン部
- 学友会日本体育大学トライアスロン部。ユニホームは日体ブルー（スカイブルー）右胸にTライオン　中央に白抜きで日本体育大学の文字。
- 日本学生トライアスロン選手権大会インカレ男子においてチームタイムトライアル4連勝。
- 日本学生トライアスロン選手権大会　　アベック優勝　2019年インカレ男子団体優勝　　　2019年女子団体優勝（6連覇）
- 日本学生デュアスロン選手権大会　2013年度　男子団体対抗戦　優勝3連覇
- 2012日本学生スプリントトライアスロン選手権兼チームタイムトライアル選手権大会男子団体準優勝・女子団体第3位。
- 関東学生トライアスロン選手権大会男子団体対抗戦3連勝中で、2013年には男女アベック優勝。
- OBに白戸太朗、森渉がいる。

### アメリカンフットボール部
- 学友会日本体育大学アメリカンフットボール部、愛称トライアンファントライオン（旧愛称ゴールデンベアーズ）
- 1956年（昭和31年）創部。
- ユニホームカラーは、上下、日体ブルー（青色）、ヘルメット（青色）にNSSU・上衣背面にTRIUMPHANTLIONの文字。セカンドユニホーム－ホワイト（旧レッド＆ゴールド）
- 甲子園ボウルでは1993年に準優勝、シトロンボウルでは2000・2001年に優勝。
- あずまボウル（関東大学選手権大会）では優勝1回、準優勝5回。
- 関東リーグ戦では、1980-1984年に5連覇を成し遂げている。
- 春季交流戦フラワーボウル　関西学院大学ファイターズ対日体大（昭和50年代から実施されている伝統の交流戦）2018年度日体大16対14関西学院大学
- OBには木村俊作、井澤健（鹿島ディアーズ）、米山晃嗣、西村豪哲(富士通フロンティアーズ)などがいる。

### スケート部
- 学友会日本体育大学スケート部。
- スピード・フィギュアスケート・ホッケー・カーリング・ショートトラック各部門に別れ専門的に練習している。日本学生氷上競技選手権大会で女子総合優勝11回（2014年度まで）
- 学生氷上スピードスケート部門優勝 男子1回、女子9連覇を含む27回（2014年度まで）
- アイスホッケー（氷球部）部門の愛称はNSSU YONGGUNZ。関東大学アイスホッケーリーグ戦において2006・2007年度にフェアプレー賞を受賞している。関東学生アイスホッケー連盟所属。2015年日本学生アイスホッケー選手権大会　準優勝
- 2014年女子アイスホッケー部門創部　愛称男子と同じNSSU YONGGUNZ。2022年日本学生女子アイスホッケー大会　優勝 7連覇（歴代最多優勝7回）、日本学生氷上競技選手権大会初代優勝校3連覇（歴代最多優勝3回）。
- 男女ユニホームは日体ブルー（青色）に、表面中央に花桜のシンボルマーク、両袖、上部左右にNと・のランナーのロゴマーク。
- OBOGには、青柳徹（スピードスケート）坂爪亮介（ショートトラック）本橋麻里（カーリング）近藤陽子・菊池沙都・旧姓二本柳粧子現姓-小野粧子・岩原知美（アイスホッケー）藤村祥子（スピードスケート）、髙木美帆（スピードスケート）などがいる。

### ソフトボール部
- 学友会日本体育大学ソフトボール部。
- 大学ソフトボール界の先駈けである東京都大学ソフトボール連盟発足時当初から在籍にしている伝統校である。
- 1966年に行われた全日本大学ソフトボール選手権大会第1回大会で男女アベック優勝している。同大会において、男子は32回の優勝で最多優勝校である。女子は20回の優勝で最多優勝校である。また、アベック優勝は9回。
- 男子は、全日本総合男子ソフトボール選手権大会において優勝3回、準優勝4回。
- ユニホームは男女　日体ブルー（青色）の上下、上部ショルダー部分ホワイトにレッドのライン。
- OBには三宅豊、OGには藤本索子、髙山樹里、滝澤彩などがいる。

### 相撲部
- 学友会日本体育大学相撲部。
- 創部は古く日本体育会体操練習所時代からあったと云われ、120有余年の伝統を誇る。1923年(大正12年)に学生相撲連盟へ加盟。
- 全日本大学選抜相撲金沢大会初代優勝校、全国学生相撲選手権大会団体戦において2007・2008年連覇・2021年・2024年など優勝（8回）、宇佐市・七尾市・刈谷市・宇和島市・十和田市・高知市等で開催された学生相撲大会において優勝。2012年現在、東日本学生相撲選手権大会団体戦3連覇中。
- ユニフォーム（まわし）は、日体ブルー（青まわし）に黄色字で「日体大」の文字。
- OBには、琴欧州、妙義龍泰成、垣添徹、嘉風雅継、剣武輝希、千代桜右京、千代大龍秀政、肥後ノ城政和、大の里泰輝、心栄山昌也、鷲山、和光山、玉龍馬、千代夢想、加藤耕市、松永六十四などがいる。

### 柔道部
- 学友会日本体育大学柔道部
- OBには、古賀稔彦、山本洋祐、小嶋新太、田辺勝、阿部一二三東京五輪・2024パリ五輪金メダリストなどがいる。
- OGには、北田典子（旧姓持田）、二宮美穂、北田佳世、谷亮子（旧姓田村）阿部詩東京五輪金・パリ五輪銀メダリストなどがいる。
- 全日本学生柔道優勝大会において、男子は1979年の準優勝が最高位。1987年、1995年、2002年、2019年、2021年に第3位。
- 全日本学生柔道体重別団体優勝大会において、男子は2018年優勝。
- 全日本学生大会団体戦女子は1993年と1997年に優勝している。
- 2000年に、一人暮らしの老人が倒れているのを助け、人命救助に貢献した事で玉川消防署より表彰されている。
- 2003年にNHK『ピタゴラスイッチ』内のアルゴリズム体操へ出演協力した。
- 2016年にTBSドラマ黒木華（くろきはる）主演『重版出来!』（じゅうはんしゅったい）の撮影に協力した。

### その他の運動部（サークル・同好会　関係者含む）
インカレ等の全国大会（団体・個人競技含む）で優勝した実績をもっている。
- チアリーダー部
  - 大学チア界（競技チア参加）の古豪チーム、毎年ジャパンカップ日本選手権大会 上位DIVISION1に登場する常連校 1984年に発足、応援部に所属する。
  - チアリーディング競技1993・1996・1997・2004年・2021年ジャパンカップチアリーディング日本選手権大会大学部門優勝。
  - 全日本学生チアリーディング選手権大会インカレ優勝5回、準優勝3回、第3位7回。
  - 2009年都庁にて2016年東京オリンピック・パラリンピック招致運動出陣式にて応援エールを披露した。
  - 2011年IFC世界選手権大会香港大会準優勝（グループスタンツ部門）日本選手大会3連覇を達成した強豪チームTWISTERS（ツイスターズ）は日体大チア部OGが創設した古豪の社会人チームである。現在は色々な大学・高校のチア部OGも在籍している。
  - OGには高校で部活顧問をしている者が多い。

- ゴルフ部
  - 男女インカレ優勝。
  - OB・OGに伊沢利光、平塚哲二、室田淳、細川和彦、太田直己、中島まさお、甲斐慎太郎、清田太一郎、山崎千佳代、成田美寿々（フリーツアー所属・2012年富士通レディース、2013年NEC軽井沢72ゴルフトーナメント優勝）中島啓太2024パリ五輪代表などがいる。
- ウエイトリフティング部
  - 全日本大学対抗ウエイトリフティング選手権大会団体男子12回・女子４回優勝（初代優勝校）。
  - OBにロスサンゼルス五輪メダリスト砂岡良治・小高正宏、山田政晴、齋藤隆などがいる。
- 卓球部
  - 関東学生卓球連盟リーグに所属。全日本卓球選手権大会出場。
  - 全日本学生選抜卓球選手権大会 2014年度女子シングルス優勝
- ラクロス部
  - 創部1992年[35]　関東学生ラクロス連盟所属
  - ユニホームは日体ブルーに白抜きでNITTAIの文字、左袖にT－LION。セカンドユニホーム　ホワイトに青字でNITTAIの文字。
  - 2010年2021年女子ラクロス全日本大学選手権大会　2015年男子優勝。2023年男女アベック優勝男子2回目女子3回目
  - FALCONS LACROSSE CLUB（ファルコンズラクロスチーム）　日体男子OB主体の社会人チーム　日本選手権大会　優勝（ラクロス全日本選手権大会）
  - OBにおばたのお兄さんなどがいる。
- 剣道部
  - 全日本学生女子剣道優勝大会　2017年優勝（2回）2016年全日本学生剣道選手権大会女子個人戦優勝。2013年全日本学生剣道選手権大会男子個人戦優勝。 2020年2月19日、日頃の青葉少年剣友会の指導を通じ、少年の非行防止と健全育成活動に貢献したことにより神奈川県警青葉警察署長から剣道部に感謝状が贈呈された。
- 空手道部
  - 全日本大学空手道選手権大会　2012年女子団体戦第3位。
- 少林寺拳法部
  - 少林寺拳法全日本学生大会女子団体優勝（男女合わせ三人掛け・三段の部・弐段の部など6部門優勝）2012年度。
  - 少林寺拳法全日本学生大会男子団体優勝（立合評価法軽量級男子・女子弐段以上・女子初段・男子初段など優勝）2013年度。
- 合気道部
  - 日本合気道演武大会・全国学生合気道演武大会等出場。
- カヌー部
  - インカレ男女優勝。
  - OGに竹屋美紀子、OBに阪本直也がいる。
- ボート部
  - グリーンレガッタ総合優勝、全日本軽量級選手権大会・全日本大学選手権大会出場－W1優勝、全日本ボート選手権大会シングルスカル優勝。
  - 2013年インカレ女子団体総合第3位入賞　全日本ボート選手権大会舵手なしクォドルプル第3位
  - OGに岩本亜希子がいる。
- スキー部
  - 男女とも全日本学生スキー連盟（一部校）に所属している。インカレ女子団体総合優勝6回　アルペンブロック、クロスカントリーブロック、ジャンプコンバインドブロック、フリースタイル「モーグル・ハーフパイプ」競技等のブロックがある。
  - OB・OGには皆川賢太郎、佐々木明、吉岡大輔、星瑞枝、川口晃平、下山研朗、青野令、子出藤歩夢（ねでふじあゆむ）、高梨沙羅（スキージャンプ・所属クラレ）、小山陽平、　飛田流輝・戸塚優斗（体育学部在学中）などの冬季オリンピック日本代表選手を輩出している。スキージャンプでは全日本選手権大会NHK杯を制した遠藤悠介などがいる。北京パラリンピック日本代表に高橋幸平、小池岳太、本堂杏実などがいる。
- ボクシング部
  - 男女とも関東大学ボクシング連盟所属。ユニホームは白に横縞日体ブルー（青色）、白抜き中央に日本体育大学の文字、短パン白色にサイドライン日体ブルー左下に花桜のシンボルマーク、ヘッドキャップの色日体ブルー（青色）。
  - 2011年関東大学ボクシングリーグ戦1部において階級賞（ライト級）受賞。
  - 2000年NHK連続テレビ小説『私の青空』の撮影協力指導補助等に携わった。
  - OB・OGに瀬藤幹人（協栄新宿ボクシングジム会長）長瀬慎弥、チャオズ箕輪、古橋大輔、西田光、Mr.シャチホコ、古川夢乃歌、入江聖奈（東京農工大大学院在学中）などがいる。
- 自転車競技部
  - 男女インカレ優勝全日本学生選手権大会など。
  - TCFエンデューロ大会5時間の部　男子団体総合優勝
  - 全日本大学対抗選手権自転車競技大会 女子総合2013年準優勝　2014年優勝　2019年優勝（3連覇）
  - OBに倉林巧和、小林泰正など。OGに藤田まり子、大家千枝子、田中まい、小島蓉子、中村妃智きさと、川口うららなど。
- アルティメット部 (NITTAI-BARBARRIANS)
  - ユニホームは上下日体ブルー（スカイブルー）　正面白抜きBARBARRIANS　裏面NOの下にNSSU右袖にT-LION。
  - 全日本学生・日本選手権大会出場優勝。
  - インカレ（2018年〜2023年）女子団体優勝。
- スカッシュサークル
  - 2013年度全日本学生スカッシュ選手権大会女子団体優勝（3連覇）。2013年度第26回関東学生スカッシュ選手権大会男子優勝、女子準優勝。
  - OGに松井千夏がいる。
- インラインホッケークラブ (NITTAIDAI-DREAMS)
  - 2001年全日本インラインホッケー選手権大会青森大会で男子が優勝。2010年同滋賀大会で女子が優勝。
- 基礎スキー研究会 (NSSU Basic ski team)
  - 第31回・32回全国岩岳スキー大会基礎スキーの部団体優勝。
- エアロビクス同好会 (NITTAIDAI-SPARKS)
  - 全日本エアロビック選手権大会、全日本学生エアロビック選手権大会等出場。
  - 2011年全日本学生インカレ女子シングルス部門にて、優勝（上田真穂）、第3位（本庄彩香）、男子フライト部門2位・3位、笹川スポーツ財団賞受賞。
- HIPHOP同好会 (CYPHER HEADS FAM)
  - 関東大学学生ダンス連盟所属
  - 湘南六大学ダンスリーグ所属（日体大・慶應義塾大学・日本大学・関東学院大学・東海大学・明治学院大学）
  - 毎年12月にCYPHER公演会（発表会）が青葉区青葉公会堂で行われる。
  - 2004年と2006年の関東学生ダンスコンテスト・2006年の東日本学生ダンスコンテストにおいて優勝。
  - 各学校・福祉施設など要請・依頼があればダンス教室（指導はヒップホップダンスなど）を開いている。
- 海洋潜水研究団 (NITTAI-NORDIC)
  - 全日本スポーツダイビング室内選手権大会等出場優勝。
- フィンスイミングクラブ
  - インカレ・短水路日本選手権大会・日本選手権大会出場優勝。
- なぎなた同好会
  - 全日本学生なぎなた選手権大会出場・演技競技優勝。2011年東日本インカレ団体・個人・演技3冠（優勝3回）。
  - OGには松井ちひろ・山口あゆみなどがいる。
- 硬式テニス（硬式庭球）部
  - 男女インカレ出場、全国私立短期大学体育大会テニス競技優勝。元全日本学生選手権大会優勝・元ユニバーシアード日本代表監督の森井大治（日体大教授）が指導している。
- 準硬式野球部（サークル）
  - 全日本大学準硬式野球連盟の東都大学準硬式野球連盟所属。

### その他のクラブ活動
- 体操部
  - 体操競技部ではなく独立している正式な体育会系「学友会所属」の部である。例えると「原則競技には参加しない徒手体操部」他と競わず体操の楽しさ面白さ・体操の重要さを知ってもらう）広く体操の普及・発展に貢献することを目的として活動している。各種団体・学校等からの体操発表・体操指導の要請があれば請け負っている。
  - 発表会（国内・海外体操祭・各種イベント等）に参加。恒例の文化学園大学卒業イベント「竹取物語」武蔵野音楽大学などと共に参加。
  - OBには濱田靖一、佐藤弘道、小林よしひさ、OGには栗原久美子がいる。
  - 2009年3月5日東京ドームWBC開会式セレモニーにおける国旗行進に参加協力した。
  - 2014年10月19日スペシャルオリンピックス日本・東京創立20周年記念　交流イベントに参加協力した。
- ダブルダッチサークル　団体名「乱縄」
  - サークル創立（1998年）も古く関東地区は元より・大学界のダブルダッチ普及の先駆的伝統校である。部員が毎年約120名くらい常時競技登録され日本一部員の多い大学である、
  - 第20回National Double Dutch League Double Dutch Holiday Classicニューヨーク世界大会メイン種目フュージョン部門で優勝（3年連続8回目で日本の大学勢では最多優勝）している。
  - 2012年に乱縄所属のEager-Beaverが Double Dutch Delight Japan 2012 ホリデークラシック日本選考大会で優勝。
- セパタクロー（籐球）サークル
  - 全日本学生セパタクロー選手権大会 男女インカレ3連覇中。
- フットサルサークル
  - 関東大学フットサルリーグなど　インカレ等出場　 チーム愛称　 MOMOGA・ELGOLAZO・CRELKA
- ファウストボール同好会
  - 各種大会等出場
- 混合バレーボール同好会
  - 第1回学生混合バレーボール選手権大会初代優勝。
- 新体操部
  - 2011年創部。全日本新体操選手権大会個人戦（6連覇）を制した村田由香里・浦谷郁子が指導者としてアドバイスにあたっている。2017年度全日本学生新体操選手権大会団体戦準優勝
  - 卒業生には杉本早裕吏（トヨタ自動車）体育学部在学生鈴木歩佳などがいる。杉本・鈴木　新体操フェアリージャパンPOLA団体メンバーとして活躍中。
- 山岳部（登山・スポーツクライミング）
  - キャンプクラフト実習（テント設営など）
  - 1ヵ月1回の登頂（東京奥多摩近辺の山、富士山、八ヶ岳等）
  - スポーツクライミング競技の日本学生スポーツクライミング選手権大会個人戦・対抗（団体）戦（各種全国大会）等で入賞者を多数輩出している。２０１８年度大学対抗戦は女子準優勝・男子は第３位入賞。
- 研修部
  - 厚生文化部に属する。
  - 体育系大学唯一の教員採用試験合格を目指すためのクラブであり、体育授業全般の実技練習と研究授業「体育授業・保健授業・道徳教育・アスレチックトレーナーの研究授業等」を行っている。
  - 体操・バレーボール・サッカー・野球またはソフトボール・バスケットボール・フォークダンス・ダンス等幅広く扱う。体操においては、年に数回の部内の体操発表会があり団体戦・個人戦も実施される。ダンス発表会も実施。
  - 教員養成系大学であったことから学校体育のフォークダンスの研究・実践などにおいての先駆け的クラブで伝統がある。各施設、学校関係者からフォークダンスの指導要請があれば請け負っている。
- トレーナー研究会（Athletic Training Circle）
  - テーピング研究会が前身のサークルで、1975年（昭和50年）に創部された。体育系大学ではさきがけである。現在の顧問は河野徳良で、シドニー、アテネ、北京オリンピック、第1回〜3回WBC、日米野球、プレミア12など、いわゆる侍ジャパンのヘッドトレーナーや、日本バドミントン協会トレーナー部会長も務めている人物である。多くの大学でトレーナーの教育を行っているが、教員として代表チームのトレーナーや協会のトレーナー代表を兼務している数少ない人物である。施設面では、東京・世田谷キャンパス、横浜・健志台キャンパスともにアメリカ型のATルームが完備され、特に世田谷では大学のみならず、日本で最も整っているトレーナー施設の一つである。
  - アスレチックトレーナーの研究及び実践をし、スポーツトレーナー（日本体育協会公認アスレッチックトレーナー）の養成を目指している。大会主催者の依頼に応じ各種目のインカレ・スポーツ大会等に賛同し、選手の心身両面のケアー、そして場合によっては運営等にも携わり協力している（全日本学生レスリング選手権大会・全日本レスリング選手権大会・アメリカンフットボールXリーグ・世界大学野球選手権大会・日米大学野球選手権大会選考合宿・ホノルルマラソンなど）。各種団体・学校等のトレーナー要請等があれば請け負っている。
  - 年に数回のトレーナー・医療研究発表会も行われ活発な議論が交わされる。学生トレーナーの集い（大学トレーナーサークル・クラブの全国大会）にも毎年参加し知識を広めている。また、ハワイ大学とも協定を結び、解剖実習やアメリカンフットボール現場実習などのカリキュラムが含まれるトレーナー研修を毎年行っている。
  - トレーナーの就職先は、一般的に難しいといわれている中、プロ野球、サッカー、ラグビー、バレーボール、バドミントンなどさまざまなチームや、日本代表チームでの職に就いている。
- 総務部
  - 企画・運営・総括－学友会総会・審議委員会、クラブ・サークル代表者会議、リーダーズキャンプなど
  - 日体大クリーン大作戦‐通学路の桜新町駅から世田谷深沢キャンパス間・青葉台駅から横浜健志台キャンパス間の道路の清掃並ぶに空き缶・ペットボトル集めなどの運営など。
  - 日体大　大クリーン大作戦-渋谷駅・横浜駅・新横浜駅・等々力渓谷・多摩川河川敷・神奈川県片瀬江の島東浜海岸などの清掃など。
  - 日体大スポーツ新聞発行　　印刷は東日印刷等で行われる。2013年大学スポーツ新聞コンテスト（報知スポーツ主催）特別賞受賞。
  - 各部応援・支援活動など
- 応援団部
  - 応援部所属。リーダー部など全日本学生応援団連盟所属。
  - 2012年全日本学生応援団連盟本部記念祭出場。毎年、駒沢246ハーフマラソン・東京都国民体育大会結団式・中学生東京駅伝大会・桜新町商店街主催「さくらまつり」応援演舞など、各種団体、高校・中学校・小学校など応援または応援指導の要請があれば請け負っている。
  - 応援団リーダー部は、2008年に公開された映画「フレフレ少女」の応援指導を請け負った。
  - 2013年10月東日本大震災復興支援 スポーツ祭東京2013開会式オープンプログラムにおいて応援演舞を披露した。
- その他
近代五種競技部、グラウンドホッケー部、ソングリーディングクラブ2017USA全国大会3位、ボディビル部（旧バーベルクラブ）2019年全日本学生ボディビル選手権大会優勝関東大学ボディビル選手権大会優勝、弓道会、ブラスバンド部（応援部所属－単独略称名「N‐BRASS」・各種大会応援-慰問等、交通安全都市宣言せたがや区民のつどい、定期演奏会、12月専修大学合同クリスマスコンサートなどの活動）、CIA（キャンプ・インストラクター・アカデミー）、野外教育活動研究会（アウトドアスポーツの研究も含む活動）、救急医療サークルNEXT（保健医療学部）第14回東日本学生救急救命技術選手権大会 総合第3位学生メディカルラリー2017 総合第1位、2019年5月車内で心肺停止なった50代男性をサークル部員が心肺蘇生法で救助したことで消防署から感謝状が贈られている。伝統芸能和太鼓同好会、体育指導研究会、体育研究サークル、体育管理研究サークル、保健体育研究サークル、レクリエーション研究会、保育研究サークル、社会体育研究会、放送部、英会話部、写真部、家政部、アクアスポーツ研究会など、文化系同好会サークルの活動も数多くあるため、体育系（単科大学）の大学としては珍しいといえる。

## 大学の組織
- 卒業生による「日本体育大学同窓会」が組織されている。現会員は75000名（平成21年）を数え、全国に支部を持ち卒業生の親睦や在学生の支援（同窓会が主催となり各都道府県において、教員採用試験対策講習会等の実施をしているところもある）などの活動を行っている。
- 在校生の父母らによる「保護者会」が組織されており、世界大会（ユニバーシアード・世界選手権大会・オリンピック等）など選手の海外遠征には同会からの支援や応援ツアーなどが見られる。

## 施設

### キャンパス

#### 東京・世田谷キャンパス
- 深沢校舎（東京都世田谷区深沢7丁目1番1号）

約40,000平方メートル（m2）の敷地に各校舎のほか、記念講堂、2つの体育館、グラウンド、プール、図書館などが集積して立地する。メインアリーナ緞帳には片岡球子「富士に献花」。
記念講堂は　毎年12月に実施されるDance Summit in Japan （公募制の全国総合ダンス大会「創作ダンス・リズムダンス・日本民踊・フォークダンス・社交ダンス部門での全国コンクール大会」）の会場になることでも著名である。他には野球界で有名なプロ野球経験者が高校・大学の指導者になるための学生資格を回復する研修会の会場にもなった。
松浪健四郎の下、美術品の収集が行われている。教育研究棟1階　エントランスホール（美の回廊）には中村晋也、雨宮治郎、圓鍔勝三の銅像が飾られている。メインアリーナ緞帳には片岡球子の画、教育研究棟入口のライオン像は三越百貨店からの寄贈がある。
- 交通アクセス：東急田園都市線桜新町駅徒歩15分。または東急バスで「日本体育大学前」下車。

#### 横浜・健志台キャンパス

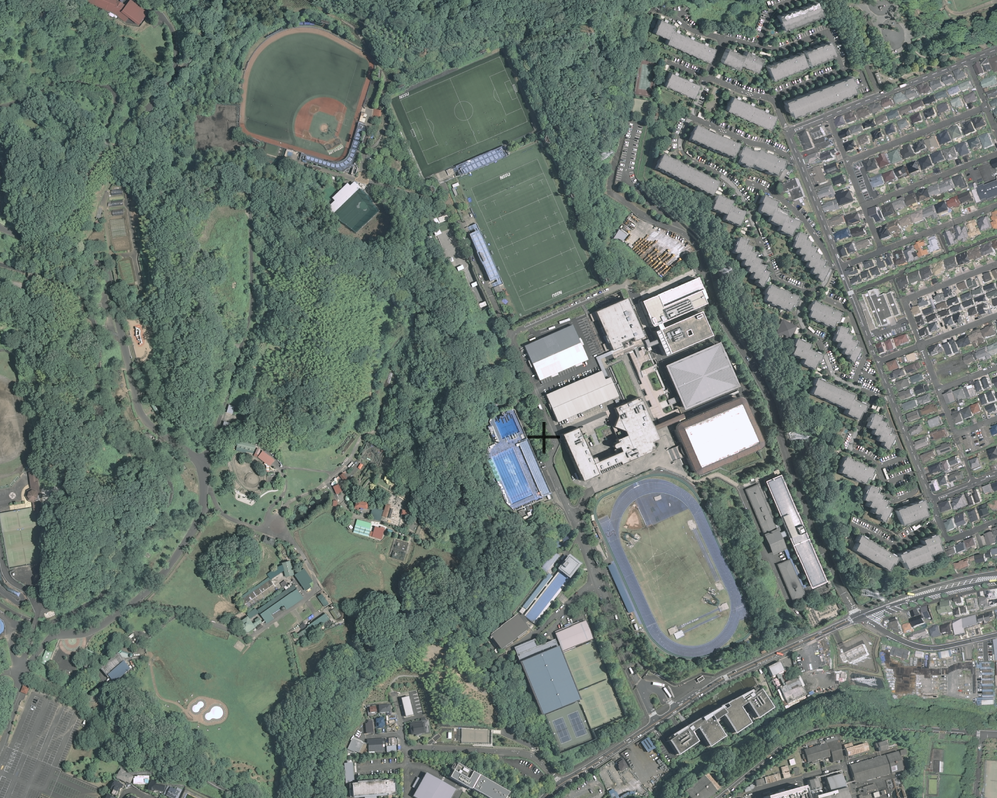
健志台キャンパス

- 横浜・健志台キャンパス（神奈川県横浜市青葉区鴨志田町1221番地1号）
1971年（昭和46年）にオープン。当時は鴨志田キャンパスと呼称していた。約166,000m2の敷地に野球場・陸上競技場・米本記念体育館（他2つの体育館を有する）・体操競技館・サッカー場（全面人工芝・観覧席有り）・ラグビー場（全面人工芝・観覧席有り）・アーチェリー場・プール・弓道場・テニスコート（6面）・ゴルフ教場（グリーン有り）・ビーチバレーコートなどが並び立つ。1992年（平成4年）には百年記念館が落成（研究室・講義室・トレーニングセンター・健康管理センターなどがある）。
  - 野球場は内野観覧席が有り、球場の人工芝は東京ドーム仕様と同一である。
  - 陸上競技場は日本陸連公認の陸上競技場で、ウレタン仕上げローラーエンボス工法（国立霞ヶ丘競技場や横浜国際総合競技場のトラックと同一仕様）の1周400m全天候型ブルートラックである。
  - 体操競技館は、体操界では設備「体操器具」などが日本一の施設であると云われ、大学対抗戦やジュニア大会等の試合が行なわれている。
  - プールは屋外温水で、50mプール・飛び込みプールコートを有する。

各競技の大学対抗戦などの公式戦試合会場になる他、陸上記録会（大学生のみならず社会人・中高校生なども参加する）や日体大長距離記録会が年に数回行なわれている。また1998年には全日本大学駅伝関東地区予選会の会場にもなった。
- 交通アクセス： 東急田園都市線青葉台駅から東急バス「日体大」行きに乗車。乗車時間は約10分。
- 学生寮
  - 東京世田谷深沢 - 深沢寮・和泉寮
  - 神奈川横浜青葉区 - 健志台合宿寮・健志台桜寮
- 合宿所 - 部活によっては合宿所があり、部員の多いクラブは部内のブロック別に合宿所を擁する。
  - 日本体育大学相撲部合宿所洗心寮
  - 日体レスリング会館（レスリング部合宿所）

玄関横には「八田一朗」の銅像が建てられている。
- 日体大柔道部克己寮（柔道部合宿所）

#### 菅平実習場
- 実習場（長野県上田市菅平高原1223-3909）
約44,022m2の敷地 実習地・合宿所・研修所など[37]

## 対外関係

### 海外交流提携校
学術・スポーツ交流協定締結校
- ドイツスポーツ大学ケルン（ドイツ）
- 北京体育大学（中国）
- 上海体育学院（中国）
- 慶煕大学校（韓国）
- 龍仁大学校（韓国）
- モンゴル国立体育大学（モンゴル）
- 国立パラツキー大学（チェコ共和国）
- 国立カンピーナス大学（ブラジル）
- 国立体育大学（台湾）

### 日朝交流
外務省が渡航自粛を求めいてる北朝鮮に運動部員を遠征させている。遠征の理由について大学側は「政府間の状況は十分に理解しているが、合同練習を通じて友好関係を深めたい」と説明している。松浪理事長コメント「スポーツ交流が目的、全ての国と仲良くする。平和を求める日本国だとアピールしなければ、オリンピック（東京）の招致もうまくいかないと思う。今回の遠征は北朝鮮からの招待という形で実現した。その経緯は外務省も理解している。」

### 横浜青葉区内六大学（横浜市青葉区と連携協定締結）
共に横浜市青葉区を支援している。
- 日本体育大学
- 玉川大学
- 國學院大学
- 横浜美術大学
- 桐蔭横浜大学
- 星槎大学

AOBA Baseball Festa
毎年交流戦が実施される。年度・大学事情によって参加校は変わる。

### 名城大学
2014年6月、名城大学と学校法人同士の立場から包括連携協定を締結している。

### 東日本大震災復興支援プロジェクト
2011年5月から、学生と教職員によるチームが東日本大震災の被災地を訪れて支援活動を行っている。2012年は、福島・宮城・岩手の各県で「日体大スポーツキャラバン」と題して体育研究発表実演会も開催した。

## 社会との関わり
地域貢献・活動
教育研究の成果等を広く開放し、地域・社会に貢献するために「地域・社会貢献推進委員会」を設置し、行政と連携しながら、世田谷区や横浜市の小・中学校での教育活動支援など、地域密着の地域・社会貢献活動に取り組んでいる。また、学生による地域・社会貢献活動も盛んで、ゼミ生によるプロジェクトや、クラブによる子供も向けスポーツ教室の開催、日体フェステバル・体育実演発表会等での地域住民との交流など、多様に展開されている。
- 実技指導補助者派遣事業
横浜市・神奈川県、世田谷区、目黒区、との間で協定を結び、事前に学内研修を受けた学生たちが、小・中学校で実技指導補助や部活動の指導補助に当たっている。特に、横浜市、世田谷区では数多くの学生が派遣され、小学校では体育授業のアシスタントとしてマット運動などの実技補助を行い、中学校では、陸上・サッカー・野球・バスケットボール等の部活動で技術指導に当たっている。
- 世田谷美化運動
世田谷男子第一学生寮寮生の発案による地域・社会貢献活動での一つで、大学近隣の等々力商店街と桜新町商店街の清掃活動に毎回参加している。等々力商店街では約100名、桜新町商店街では約50名の寮生が参加し、路上や植え込みに散乱しているごみなどを拾い集る。横浜健志台キャンパス周辺から青葉台駅までの道路等も総務部の学生を中心（他クラブも参加する）に美化活動が実施されている。
- 幼児教育公開講座の開催
毎年7月末に東京・世田谷キャンパスで開催している公開講座で、日頃の保育における問題点や疑問について考え、現場の保育に役立てるための、講義と実技を行っている。
- みんな集まれ！元気な子！
幼児体育ゼミの3年生の男女が中心となって発案、運営しているプロジェクトで、世田谷区域の就学前の6歳児までを対象とした「小運動会」。外遊びが少なくなりがちな真冬の時期に、子供が楽しく思いっ切り体を動かしたり、親子で一緒に過ごすことを目的としている。

## 不祥事
ボクシング部員の大麻所持事件
2016年1月、日体大3年のボクシング部員が東京都渋谷区の路上で警視庁の警察官から職務質問を受けた際、「減量の時に使う利尿剤です」と説明し、警察官が運転免許証を確認中に免許証を奪い取って逃走。その後、渋谷署が5月末、川崎市の自宅で大麻約7グラムを所持していたとして、大麻取締法違反容疑で現行犯逮捕した。東京地検が6月に起訴した。保釈後自ら退学願いを提出。自主退学。
陸上競技部による大麻栽培・通貨偽造事件（通貨偽造はその後不起訴処分）
2009年3月23日、陸上競技部所属の学生が横浜市青葉区内にある同部跳躍ブロック合宿所内で大麻を栽培、関東信越厚生局麻薬取締部から取り調べを受けていたことが発覚。このリークに引きずられる形で、大学は同月5日付で3年生1人を退学処分とし、陸上競技部の部長・監督・コーチを解任したことを明らかにした。
その後26日、当時の学長が記者会見に出席し、退学処分を科した学生と同じ競技グループ（跳躍ブロック－棒高跳び、走り幅跳び、三段跳び等）に属していた男子46名もの選手に無期限の活動停止処分を科したと発表した。陸上競技部全体には当初、事件が発覚した翌日から10日間の活動停止処分を下したが、間近に迫っていたユニバーシアード夏季大会の代表選考会に選手（跳ブロック以外の選手）を派遣するため、これを5日にまで短縮していたことも明らかになった。
さらに、跳躍ブロック合宿所が大麻取締法違反容疑で関東信越厚生局麻薬取締部の捜索を受けた際、カラーコピー（裏が白紙の紙幣等も含まれていた）偽札数枚が見つかっていたことが25日になって発覚する。これを受けて神奈川県警が通貨偽造容疑で捜査を進める事態となった。
これら一連の犯罪発覚を受け、関東学生陸上競技連盟は陸上競技部全ブロック－「長距離ブロック（駅伝部）」を含む箱根駅伝・全日本大学駅伝・出雲駅伝のシード権はく奪、3ヶ月の出場停止、関東インカレ2部校への降格などの処分の裁定をした。しかし日体大は、「大麻の問題はまだ起訴されていない」「紙幣のコピーは紙幣偽造で起訴されるような事件ではない」「当該学生を退学処分としており、陸上競技部の学生（約400人）に連帯責任を負わせるのは筋違い」との主張を展開、処分撤回を求めた反論文を学長名で提出した。これに対し連盟は処分を変更せず、日体大を厳罰に処する姿勢を明らかにした。
レスリング部による強姦致傷事件
2009年9月、レスリング部所属の男子学生が強姦致傷容疑で逮捕された。のち退学処分。日体大は10月15日になって、レスリング部に対して無期限の活動停止処分を科し、部長と監督を解任することを発表した。2010年9月27日、活動停止処分をおえた。その後9月27日以降の公式戦出場を日本レスリング協会も容認、出場が許可された。

## 系列校
- 日本体育大学医療専門学校（東京都世田谷区用賀）
- 浜松日体中学校・高等学校（静岡県浜松市中央区）
- 日本体育大学荏原高等学校（東京都大田区池上）
- 日本体育大学柏高等学校（千葉県柏市）
- 日本体育大学桜華中学校・高等学校（東京都東村山市）
- 日体幼稚園（東京都世田谷区深沢）
- 日本体育大学附属高等支援学校（北海道網走市）

## 附属施設
- 日本体育大学クリニック

## 関連文献
- 学校法人日本体育会百年史
  - 日本体育会百年史編纂委員会「日本体育会の事業とその変遷」『日本体育会百年史』、日本体育会、1991年10月28日。
  - 日本体育会百年史編纂委員会「正誤表」『日本体育会百年史』、日本体育会、1991年10月28日。
  - 日本体育会百年史編纂委員会「史料（第三部 資料編）」『日本体育会百年史』、日本体育会百年史編纂委員会、1991年10月28日、1327-1852頁。
  - 日本体育会百年史編纂委員会「各種一覧（第三部 資料編）」『日本体育会百年史』、日本体育会百年史編纂委員会、1991年10月28日、1854-1875頁。
  - 日本体育会百年史編纂委員会「年表（第三部 資料編）」『学校法人日本体育会百年史』、日本体育会百年史編纂委員会、1991年10月28日、1876-1941頁。「安政4（1857）年から平成3（1991）年までの出来事を記述」
  - 日本体育会百年史編纂委員会「編集後記（第三部 資料編）」『日本体育会百年史』、日本体育会百年史編纂委員会、1991年10月28日、1943-1947頁。
  - 日本体育会百年史編纂委員会「編集委員一覧（第三部 資料編）」『日本体育会百年史』、日本体育会百年史編纂委員会、1991年10月28日、1948-1949頁。

## 公式サイト
- 日本体育大学
- 学校法人日本体育大学